# Thomas F. Glick
Thomas F. Glick (Cleveland, Ohio, 28 de enero de 1939) es un profesor de historia medieval de la Universidad de Boston e hispanista.

## Biografía
Es doctor en historia por la Universidad de Harvard, licenciado en historia y ciencia por la misma universidad, y en árabe por la Universidad de Columbia, realizó parte de los cursos de doctorado en la Universidad de Barcelona en 1960. Ha sido profesor de las universidades de Texas y Boston, y profesor visitante en distintas universidades españolas y latinoamericanas. Es director del Shtetl Economic History Project y profesor de historia medieval de España, de historia de la ciencia e historia de la ciencia moderna.[cita requerida]
Desde sus inicios se interesó por el conocimiento de las distintas culturas ibéricas, lo que le ha permitido otorgar a su condición de hispanista una dimensión más extensa que la mayoría de otros historiadores, lo que implica el conocimiento de las distintas culturas de España y de Latinoamérica, así como de las culturas que han estado enlazadas con estas, como la portuguesa, la árabe y la judía.[cita requerida]
Ha destacado también por otorgar a su formación histórica tradicional un fuerte componente científico, por lo que ha escrito diversas obras en relación con la historia de la ciencia y la técnica, comparando la difusión de las ideas científicas y de las técnicas —lo que resultó novedoso—, también en relación con el ámbito hispanoamericano, donde destacan sus trabajos sobre la recepción en estos países del evolucionismo, el psicoanálisis y la teoría de la relatividad.[cita requerida]
Se ha ocupado extensamente de la recepción del darwinismo en el mundo ibérico. Ha sido editor de The Comparative Reception of Darwinism (1988, 2ª ed.), The Reception of Darwinism in the Iberian World (2001), A recepcao do Darwinismo no Brasil (2003) y The Reception of Charles Darwin in Europe (2 vols., 2008).[cita requerida]
Es miembro de la Sociedad Española de Historia de la Ciencia, de la Societat Catalana d'Història de la Ciència, de la Sociedad Mexicana de Historia de la Ciencia, miembro correspondiente de la Real Academia de las Buenas Letras de Barcelona, de la History of Science Society y de la Society for the History of Technology.[cita requerida]

## Publicaciones
Ha publicado sus trabajos en:

### Revistas
- Quipu: Revista Latinoamericana de Historia de las Ciencias y la Tecnología (México)
- Epistéme: Filosofia e História das Ciências em Revista (Porto Alegre, Brasil)
- Quaderns d'Història de l'Enginyeria (Barcelona)
- Isis
- Llull: Revista de la Sociedad Española de Historia de las Ciencias.
- North American Book Review (de la que ha sido editor).
- Taller d'Història (Valencia).
- Latin American Research Review (de la cual ha sido editor).
- Newsletter of the Society for Spanish and Portuguese Historical Studies (de la cual ha sido editor).

### Libros
- Regadío y sociedad en la Valencia medieval. Valencia, Del Cenia al Segura, 1988.[1][2]
- Darwinism in Texas. Austin, 1972.
- The Comparative Reception of Darwinism. Austin, Universidad de Texas Press, 1974. 2nd ed., Chicago, Universidad de Chicago, 1988.[3][4]
- Islamic and Christian Spain in the Early Middle Ages: Comparative Perspectives on Social and Cultural Formation. Universidad de Princeton, 1979.[5][6][7][8][9][10]
- Tecnología, ciencia y cultura en la España medieval, Alianza Editorial, Madrid, 1992, ISBN 978-84-206-2725-0.
- Darwin en España. Barcelona, 1982 ISBN 978-84-297-1895-9
- Diccionario Histórico de la Ciencia Moderna en España. 2 Volum. Barcelona, 1983.
- La España posible de la Segunda República: La oferta a Einstein de una cátedra extraordinaria en la Universidad Central (Madrid 1933). Universidad Complutense de Madrid, 1983.
- Einstein y los españoles: Ciencia y sociedad en la España de entreguerras (2ª edición). Madrid: Editorial CSIC. 2005 [1986]. ISBN 9788400083588.
- Emilio Herrera. Memorias. Madrid, 1988.
- Darwin y el darwinismo en el Uruguay y América Latina. Montevideo, 1989.
- George Sarton i la història de la ciència a Espanya. Barcelona, Consejo Superior de Investigaciones Científicas, 1990.
- Jews, Muslims, and Christians in Medieval Spain. Nueva York, 1992.
- Irrigation and Hydraulic Technology: Medieval Spain and its Legacy. Aldershot, 1996.[11][12]
- El darwinismo en España e Iberoamérica. Madrid, 1999 (junto a Rosaura Ruiz Gutiérrez y Miguel Ángel Puig-Samper).
- Els molins hidràulics valencians: Tecnología, història i context social. Valencia, Instituciò Alfonso el Magnànim, 2000.
- The Reception of Darwinism in the Iberian World. Dordrecht, Kluwer, 2001 (con Miguel Ángel Puig-Samper y Rosaura Ruiz Gutiérrez).[13]
- Mariano Artigas, Thomas F. Glick, Rafael A. Martínez (2006). Negotiating Darwin: The Vatican Confronts Evolution, 1877-1902. JHU Press. ISBN 978-0-8018-8389-7.[14][15][16]
- Glick, Thomas F. (1995). From Muslim Fortress to Christian Castle: Social and Cultural Change in Medieval Spain (en inglés). Manchester University Press. ISBN 9780719033490.[17][18]
- Glick, Thomas F. (2014). Einstein in Spain: Relativity and the Recovery of Science (en inglés). Princeton University Press. ISBN 9781400859160.[19]
- Glick, Thomas F. (1972). The Old World background of the irrigation system of San Antonio, Texas (en inglés). University of Texas at El Paso.[20]